# Coleophora pannonicella
Coleophora pannonicella é uma espécie de mariposa do gênero Coleophora pertencente à família Coleophoridae.